# Лаврово (Кировский район)
Лавро́во — деревня в Суховском сельском поселении Кировского района Ленинградской области.

## История
Впервые упоминается в Писцовой книге Водской пятины 1500 года как деревня Лаврово на Лаве в Егорьевском Теребужском погосте Ладожского уезда. 
В XVII веке эти земли были частью шведской провинции Ингерманландия, граница проходила по реке Лаве.
На карте Ингерманландии А. И. Бергенгейма, составленной по шведским материалам 1676 года, упоминается как мыза Lavia.
На «Генеральной карте провинции Ингерманландии» 1704 года на шведской стороне реки Лавы обозначена мыза Lava hof, а на русской стороне реки — церковь и деревня Lavabÿ.
На «Географическом чертеже Ижорской земли» Адриана Шонбека 1705 года на шведской стороне реки обозначена мыза Лава, а на русской — деревня Лавнда.
Шведы сожгли деревянную церковь, русское население ушло в соседние ладожские и тихвинские земли. С началом Петровской эпохи многое изменилось. Через эти места проходил тракт, который связывал Петербург с Петрозаводском и Тихвином. В Лаврове сохранились канальные каменные шлюзы петровских времён. В конце XVIII — начале XIX века крестьяне и пришлое население занимались проводкой судов по ладожским каналам. Этот промысел называли бечевым. Суда, в зависимости от размеров, тянули от одной до четырёх лошадей. Лёгкие баржи, гружёные сеном и хлебом, часто прибивались к берегам каналов.
Под названием Лава деревня упоминается на карте Санкт-Петербургской губернии 1792 года А. М. Вильбрехта.

ЛАВРОВО — деревня принадлежит господам Лихониным, число жителей по ревизии: 82 м. п., 76 ж. п.  (1838 год)

На картах Ф. Ф. Шуберта 1844 года и С. С. Куторги 1852 года обозначена деревня Лаврова, состоящая из 34 крестьянских дворов и смежное с ней село Лава из 32 дворов.

ЛАВРОВО — деревня наследников господина Лихонина, по почтовому тракту, число дворов — 37, число душ — 91 м. п. (1856 год)

ЛАВРОВО (ЛАВА) — деревня владельческая при реке Лаве, Ладожском канале и озере, число дворов — 33, число жителей: 97 м. п., 86 ж. п.; Церковь православная. Ветряная мельница.
 
ЛАВА — село разночинное при реке Лаве, Ладожском канале и озере, число дворов — 13, число жителей: 29 м. п., 22 ж. п. (1862 год) 

В 1871—1872 годах временнообязанные крестьяне деревни выкупили свои земельные наделы у А. С., О. С., Е. Л. Лихониных и стали собственниками земли.
Сборник Центрального статистического комитета описывал деревню так:

ЛАВРОВА — деревня бывшая владельческая при реке Лаве и канале Имп. Пётр I, дворов — 52, жителей — 260; часовня, 7 лавок, постоялый двор, трактир. (1885 год)

Согласно материалам по статистике народного хозяйства Новоладожского уезда 1891 года, одно из имений при селении Лаврово площадью 29 десятин принадлежало мещанке А. П. Беловой; второе имение, площадью 500 десятин, принадлежало наследникам тайного советника С. С. Лихонина, имения были приобретены до 1868 года.
В конце XIX — начале XX века деревня административно относилась к Кобонской волости 1-го стана Новоладожского уезда Санкт-Петербургской губернии.
С 1917 по 1923 год деревня Лаврово входила в состав Лавровского сельсовета Кобонской волости Новоладожского уезда.
С 1923 года в составе Шумской волости Волховского уезда.
С 1924 года в составе Колосарского сельсовета.
Согласно данным переписи населения СССР 1926 года в селе Лаврово проживал 391 человек — все русские. В смежной деревне Лава находился «Лавский Шашечный завод им. тов. Аврова».
С 1927 года в составе Мгинского района.
С 1928 года в составе Лавровского сельсовета.
По данным 1933 года село Лаврово являлось административным центром Лавровского сельсовета Мгинского района, в который входили 4 населённых пункта: деревни Лава, Колосарь, Ручьи и само село Лаврово, общей численностью населения 1290 человек.
По данным 1936 года в состав Лавровского сельсовета входили 3 населённых пункта, 159 хозяйств и 3 колхоза.

План села Лаврово. 1941 год

Согласно топографической карте РККА 1941 года село насчитывало 100 дворов. В нём находились: церковь, часовня и паровая лесопилка. На левом берегу реки Кобоны находилась деревня Лава, состоящая из 70 дворов.
В годы Великой Отечественной войны через Лаврово проходила временная железнодорожная линия Войбокало — Коса, которая обеспечивала связь по Дороге жизни (подробно в статье о селе Шум). В Лаврове установлен памятник.
С 1954 года в составе Кобонского сельсовета.
С 1960 года в составе Волховского района.
В 1961 году население деревни Лаврово составляло 366 человек.
По данным 1966 года деревня Лаврово находилась в подчинении Кобонского сельсовета Волховского района.
По данным 1973 года деревня Лаврово являлась административным центром Кобонского сельсовета Волховского района.
До конца 80-х годов XX века в Лаврове работал лесопильный завод.
По данным 1990 года деревня Лаврово входила в состав Суховского сельсовета Кировского района.
В 1997 году в деревне Лаврово Суховской волости проживали 146 человек, в 2002 году — 137 человек (русские — 99 %).
В 2007 году в деревне Лаврово Суховского СП — 127 человек.

## География
Деревня расположена на пересечении реки Лавы, Староладожского и Новоладожского каналов.

«У границы уездов Шлиссельбургскаго и Ладожскаго, дорога поворачивает от канала в сторону. Надо заметить, что на этой границе находится богатейшая деревня Лава, где трактиров, кабаков, лавочек — скоро и не пересчитаешь; и только что дорога завернула от канала в деревню и пошла по улице, то обыкновенная колесница смертных — телега, запряжённая в три добрых почтовых лошади, вступает в море грязи, да и какой грязи?.. жидкой, чёрной и вонючей.»
— из книги А. П. Андреева «Ладожское озеро», 1875 год
В деревне находится соединение автодорог 41К-122 (Лаврово — Шум — Ратница), 41К-123 (Лаврово — Кобона — Сухое) и 41К-129 (Нижняя Шальдиха — Лаврово).
Расстояние до административного центра поселения — 15 км.
Расстояние до ближайшей железнодорожной станции Жихарево — 18 км.

## Демография
| 1862 | 2007 | 2010 | 2017 |
| ---- | ---- | ---- | ---- |
| 234  | ↘127 | ↗139 | ↘115 |

## Религия
В 1898 году в Лаврове была построена деревянная церковь «в память Священного Коронования Их Императорских Высочеств». Храм строился под наблюдением епархиального архитектора Н. Н. Никонова и при участии обер-прокурора Синода К. П. Победоносцева.
В 1902 году церковь освятили в честь Николая Чудотворца. К 1917 году приход насчитывал около 600 человек. Служил в церкви священник Анатолий Георгиевский. К церкви были приписаны две часовни.
В 1930 году церковь закрыли.
В 1948—1949 годах настоятелем церкви был священник Адриан Рождественский.
В 1962 году — разобрали.
В 1997 году одно из деревенских зданий было переоборудовано в часовню Пресвятой Троицы.
В 2013 году началось восстановление утраченного храма, на его месте возведена часовня святого Николая Чудотворца, где с 2016 года проходят службы.

## Фото

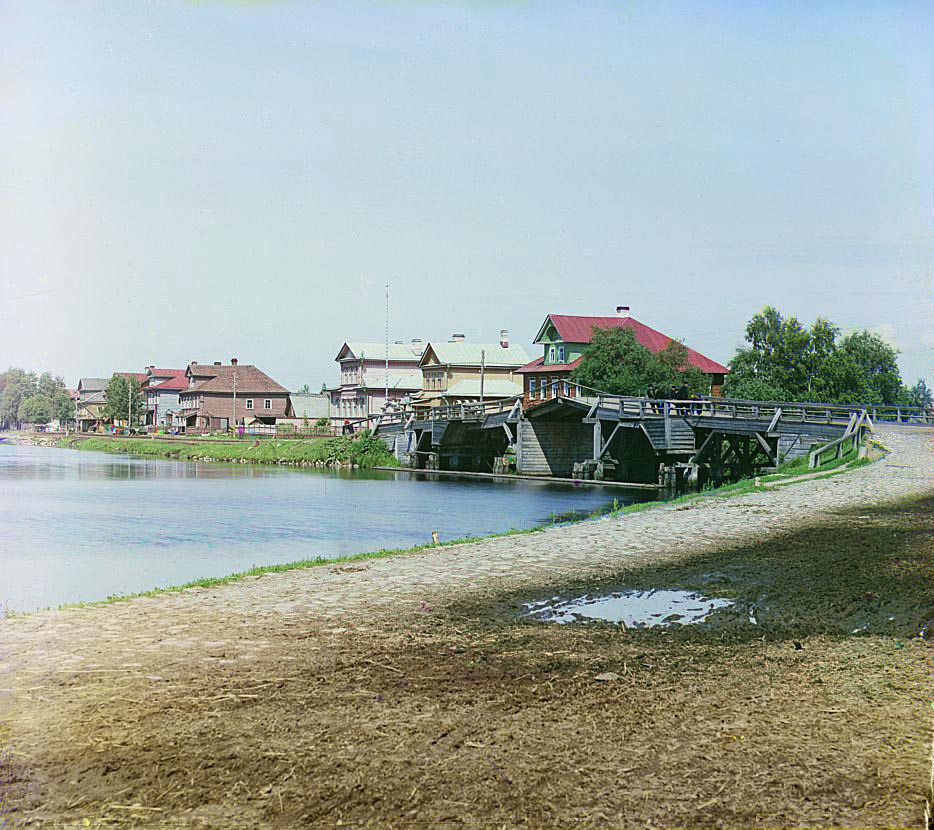
Река Лава в одноимённом селе. Фото С. Прокудина-Горского. 1909 год
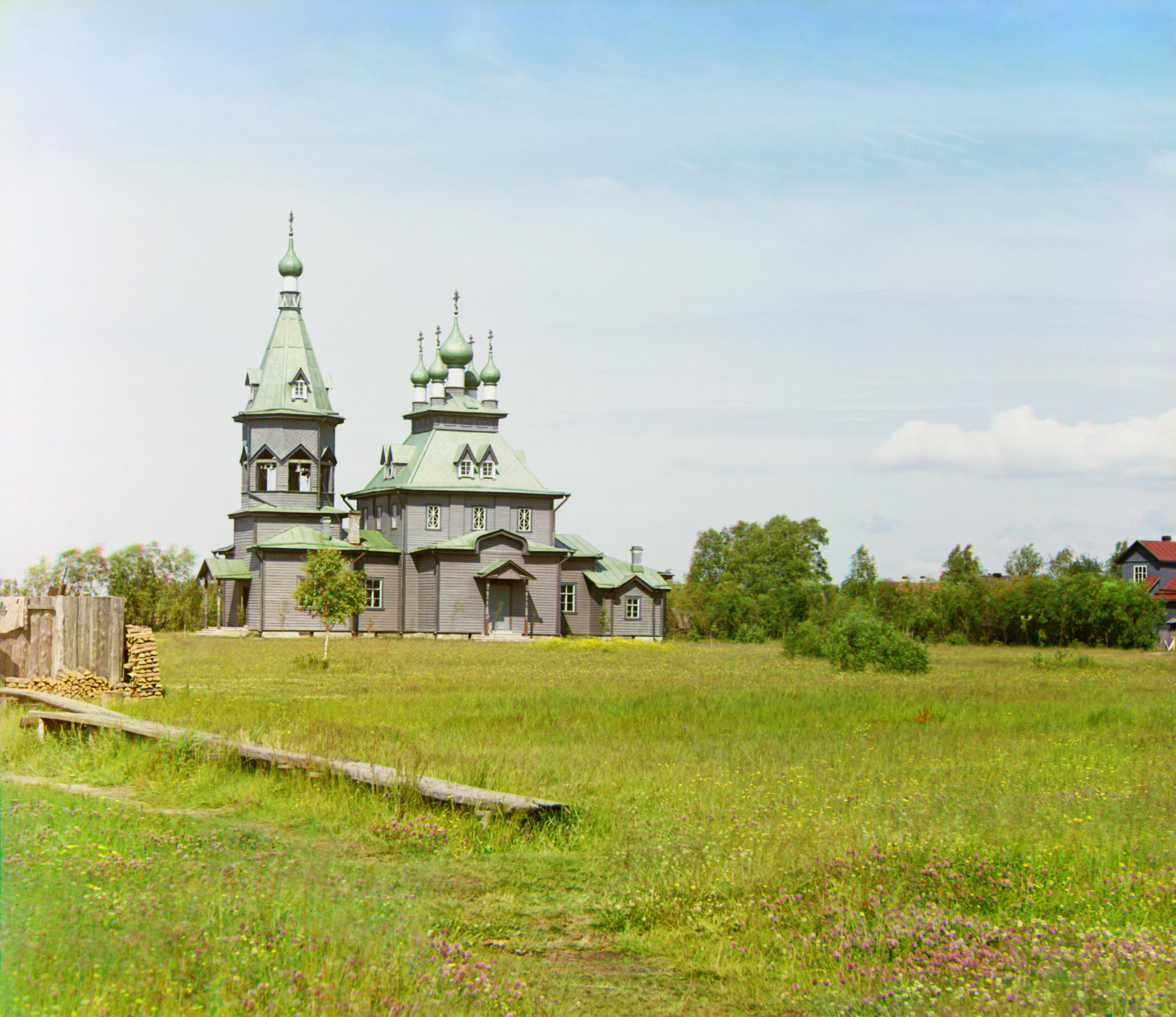
Церковь в селе Лава. Фото С. Прокудина-Горского. 1909 год
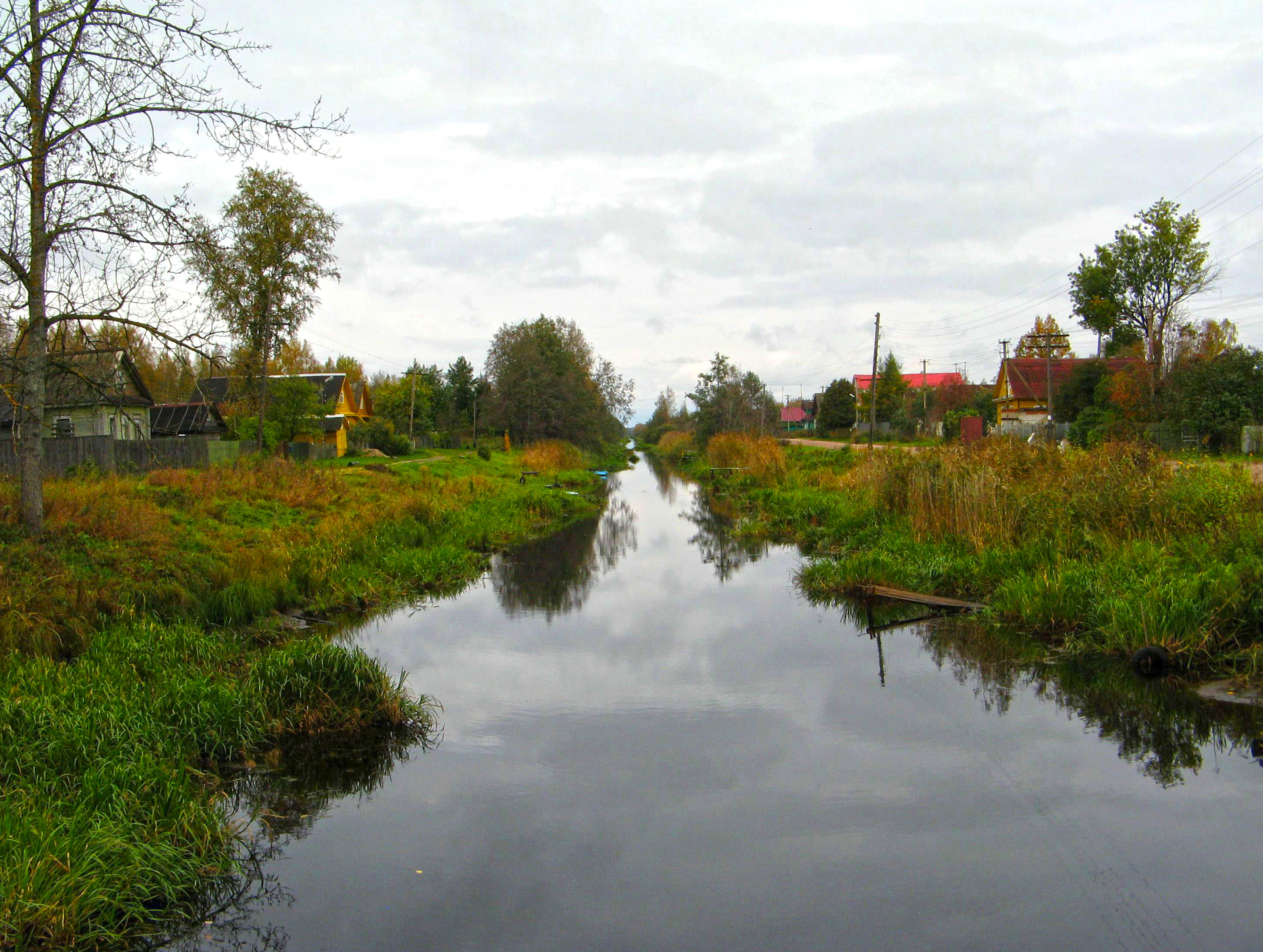
Староладожский канал в деревне Лаврово. 2013 год
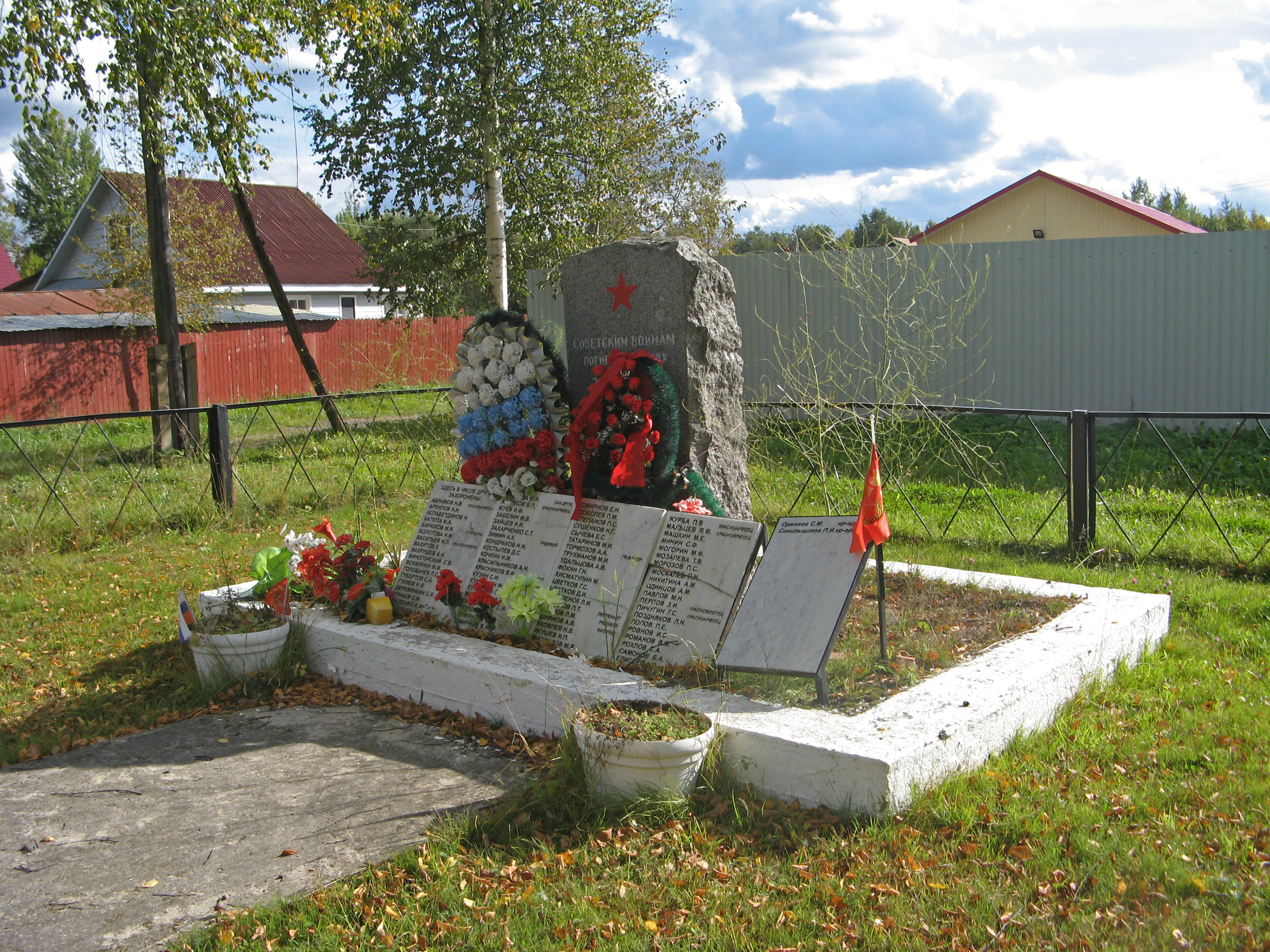
Братская могила советских воинов, погибших в борьбе с фашистами. 2015 год
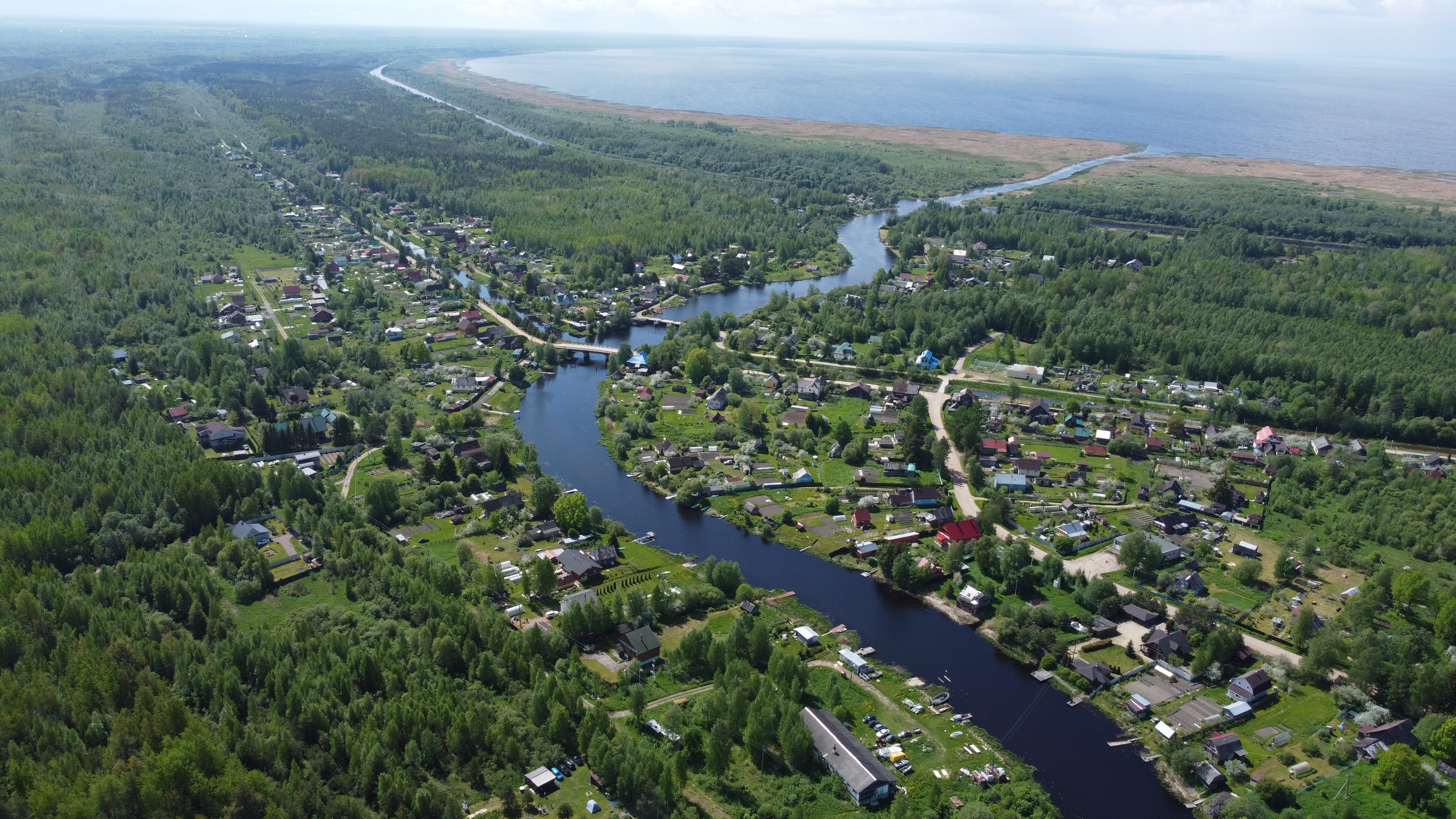
Река Лава, Ладожское озеро, деревня Лаврово. 2022 год

## Улицы
Луговая, Набережная реки Лава, Староладожский канал, Центральная.